# Сассетти, Филиппо
Филиппо Сассетти (итал. Filippo Sassetti, 1540, Флоренция, Италия — 1588, Гоа, Индия) — итальянский путешественник и купец из старинной семьи торговцев во Флоренции. Считается одним из предвестников сравнительно-исторического языкознания.

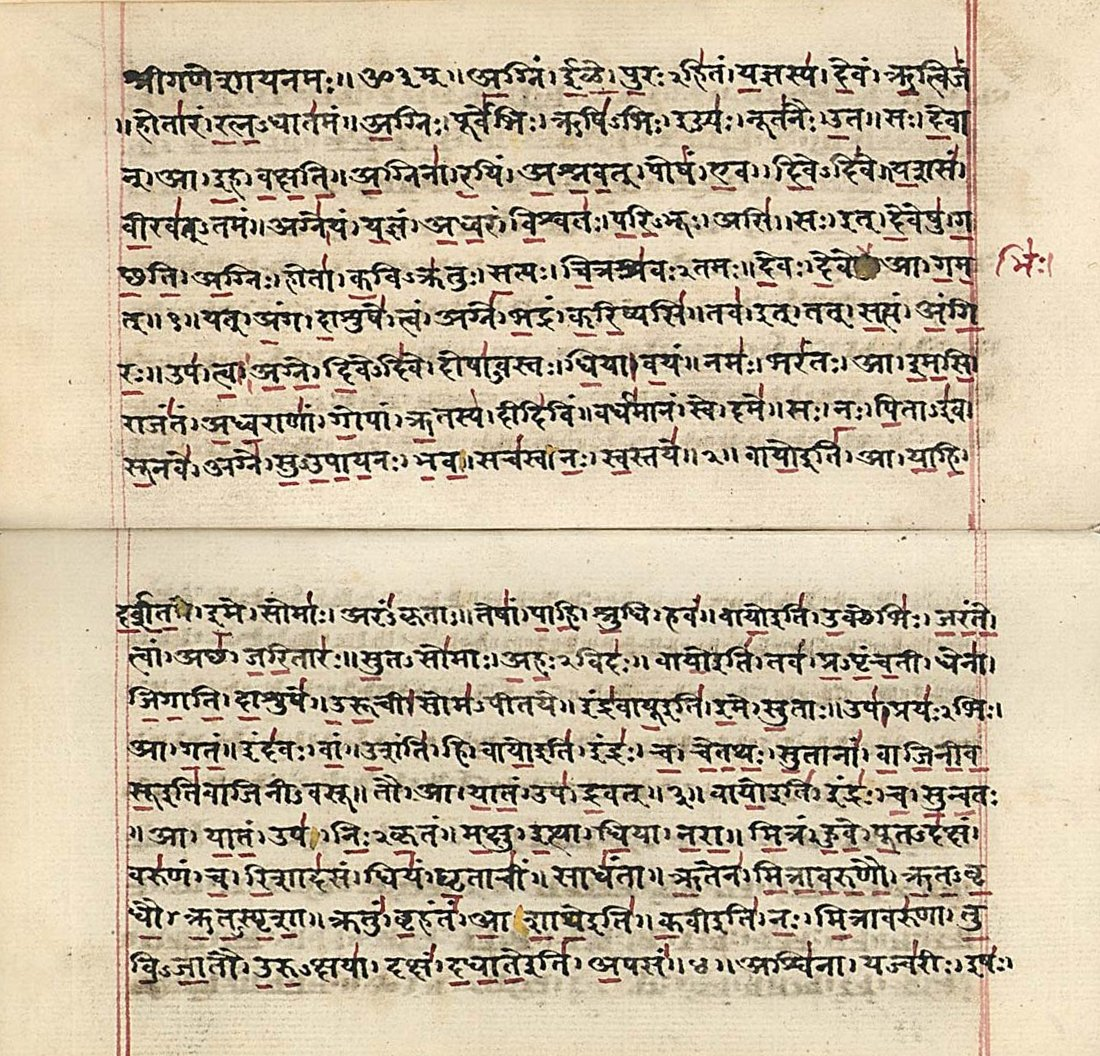
Санскрит — один из основных древнеиндийских языков, входит в индийскую группу индоевропейской языковой семьи. Санскрит рано стал литературным языком, который имел и имеет большой престиж. Этот язык называли «божественным». Именно с открытием и изучением санскрита связывают зарождение сравнительно-исторического языкознания. На фото — рукопись «Ригведы» на санскрите.

Он был одним из первых европейцев, который (в XVI веке) заинтересовался древним языком Индии — санскритом. Филиппо Сассетти, пять лет находясь в Индии (от 1583 и до самой смерти в 1588), заметил поразительное генетическое сходство числительных латыни, индийского и итальянского языков. Например, числительное два: лат. duo, санскр. dvau, ит. due. Он также обратил внимание на сходство других слов санскрита и итальянского языка: дева/dio 'Бог', sarpa/serpe 'змея' и др. О своих наблюдениях Филиппо Сассетти сообщил в одном из своих писем из Индии. Однако он не сделал из этого научных выводов, а лишь констатировал сам факт. При его жизни эти письма так и не были опубликованы.